# Marie Under
Marie Under (Tallinn, 27 marzo 1883 – Stoccolma, 25 settembre 1980) è stata una poetessa estone.

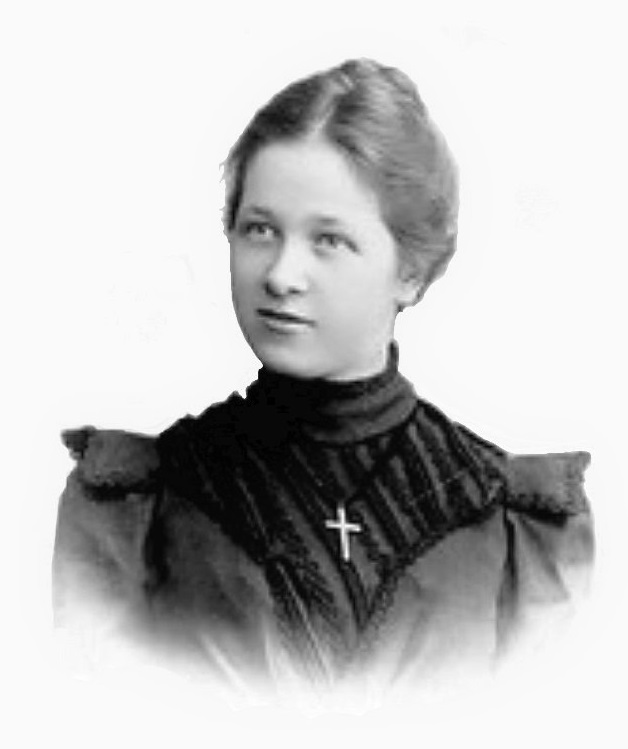
Fotografia di Marie Under scattata intorno al 1903

È considerata una delle principali poetesse estoni e tra il 1945 e il 1958 è stata nominata 8 volte per il premio Nobel per la letteratura.

## Biografia

### I primi anni
Marie nacque a Tallinn, nell'allora Governatorato dell'Estonia il 27 marzo 1883 (il 15 marzo secondo il Calendario giuliano), figlia del maestro di scuola Priidu Under e di sua moglie Leena. Aveva quattro fratelli e sorelle, due maggiori (Evangeline (1880-1932?) e Gottried (1881-1882)) e due più giovani (Berta (1885-1974) e Christfried (1887-1934)). Da bambina frequentò una scuola femminile tedesca e dopo il diploma lavorò come commessa in una libreria, scrivendo alcune poesie in tedesco durante il tempo libero.
Nel 1902 sposò Carl Hacker, un contabile estone, e si trasferì con lui a Kuchino, un sobborgo di Mosca, dove nacquero le figlie Dagmar e Hedda. Nel 1904 conobbe e si innamorò dell'artista estone Ants Laikmaa, che la convinse a tradurre le proprie poesie in lingua estone e le inviò ad alcuni giornali locali.

### Il ritorno in Estonia
Nel 1906 Marie Under e la sua famiglia ritornarono in Estonia, deve lei iniziò a frequentare circoli letterari. Nel 1913 conobbe il poeta Artur Adson, che divenne il suo segretario e la aiutò a pubblicare il suo primo volume di poesie nel 1917. Marie sposò Artur nel 1924, dopo aver divorziato dal suo primo marito.
Alla fine degli anni 10 degli XX secolo Marie Under entrò a fare parte del gruppo Siuru, un movimento letterario neo-romantico fondato nel 1917 e di cui facevano parte i poeti e scrittori estoni Peet Aren, Otto Krusten, Friedebert Tuglas, August Gailit, Johannes Semper e Henrik Visnapuu, oltre ad Artur Adson. Tra il 1917 e il 1919 il gruppo pubblicò tre volumi di poesie. Nel 1919 alcuni conflitti interni portarono Visnapuu e Gailit a lasciare il gruppo, mentre Johannes Barbarus e August Alle entrarono a farne parte.
Nel 1922 Maie Under fu tra i fondatori dell'Unione degli scrittori estoni. Negli anni 20 iniziò inoltre a frequentare la casa di Igor' Severjanin, un poeta russo che abitava a Toila, un villaggio nella contea di Ida-Virumaa nel nord est dell'Estonia dove Under andava spesso in vacanza, il quale tradusse in russo un suo libro di poesie.

### L'esilio
All'inizio di settembre del 1944, quando alla fine della Seconda guerra mondiale l'Unione Sovietica rioccupò l'Estonia, Marie Under e la sua famiglia fuggirono in Svezia. Dopo aver trascorso circa un anno in un campo per rifugiati, nel 1945 si trasferirono a Mälarhöjden, un sobborgo di Stoccolma, dove lei visse fino alla morte il 25 settembre 1980. In Svezia lavorò per diversi anni presso il teatro del castello di Drottningholm.
Dopo la morte è stata sepolta nel cimitero Skogskyrkogården di Stoccolma. Il 9 giugno 2016 le sue spoglie sono state traslate nel cimitero Rahumäe di Tallinn insieme a quelle del marito, della figlia Hedda e della sorella Berta.
Le sue opere sono state a lungo vietate in Estonia durante gli anni dell'Unione Sovietica dal momento che parlavano anche della sofferenza e della resistenza del popolo estone durante la guerra. Durante gli anni dell'esilio pubblicò due raccolte di poesie (Sädemed tuhas nel 1954 e Ääremail, considerata una delle sue opere migliori, nel 1963), nelle quali è possibile avvertire la sua nostalgia per il paese natale.

## Opere
Marie Under è considerata una delle più importanti e amate poetesse estoni del XX secolo. Le sue opere sono considerate un classico della poesia del suo paese e sono state tradotte in almeno 26 lingue. Tra il 1945 e il 1958 è stata nominata 8 volte per il premio Nobel per la letteratura, senza mai vincerlo.
Tra le sue opere è possibile citare:
- Sonetti (titolo originale Sonetid), 1917
- Eelõitseng, 1918
- Sinine puri, 1918
- Verivalla, 1920
- Pärisosa, 1923
- Hääl varjust, 1927
- Rõõm ühest ilusast päevast, 1928
- Õnnevarjutus, 1929
- Lageda taeva all, 1930
- Kivi südamelt, 1935
- Mureliku suuga, 1942
- Sädemed tuhas, 1954
- In terre estreme (titolo originale Ääremail), 1963